# Duet (Cristiano Malgioglio)
Duet è una raccolta di Cristiano Malgioglio pubblicata nel 2007 dall'etichetta discografica IT-WHY.

## Tracce
1. Mira el puerto
2. Nostalghia
3. Lolita
4. Triangulo
5. The days of Pearl Spencer
6. Me desperado
7. Alumbrame
8. De nuevo tu
9. Los cichos de Andalusia
10. Futtetenne